# 巴鲁 (印尼)
巴鲁（Barru）是印度尼西亚南苏拉威西省的一个城镇，是巴鲁县的县治所在，位于苏拉威西岛南半岛西海岸，北距巴里巴里50公里，南距望加锡90公里。2010年统计，巴鲁所在的巴鲁区（Kecamatan Barru）共有38,333人。

## 资料来源
1. ↑  Biro Pusat Statistik, Jakarta, 2011.